# Turbo (uitdrukking)
Turbo is een uitdrukking uit de jaren 80 van de 20e eeuw. Rondom de uitdrukking "turbo" hing een gevoel van snelheid, moderniteit, technologie en vooruitgang.
Deze uitdrukking vindt haar oorsprong in de turbocompressor waarmee rond dat tijdstip een aantal snelle en populaire auto's uitgerust werden. Door het succes van deze auto's was in de jaren 80 alles "turbo": zo heette het destijds moderne taalgebruik turbotaal, zo waren automodellen plots "turbo", speelgoed verkocht beter als er "turbo" op stond en de auto (KITT) in de populaire serie Knight Rider uit 1982 had een turbo boost.
Andere uitdrukkingen met "turbo" zijn:
- De turbocompressor zorgt ervoor dat de lucht onder druk een motor in komt, zodat de motor meer vermogen levert.
- Turbo's, beursjargon sinds 2005; nieuwe beleggingssoort waarbij een daling of een stijging van de onderliggende waarde versneld wordt weergegeven, waardoor er een hoger rendement behaald kan worden.
- Een aantal programmeertalen van de firma Borland, waarvan Turbo Pascal de meest populaire was.
- De film New Kids Turbo uit 2010.